# Еїлль Реймерс
Еїлль Реймерс (норв. Egill Reimers, 18 липня 1878 — 11 листопада 1946) — норвезький яхтсмен.
Олімпійський чемпіон 1920 року в класі 12 метрів (правила 1919 року).